# Aleksandr Ponomarëv (direttore di coro)
Aleksandr Sergeevič Ponomarëv (in russo Александр Сергеевич Пономарёв?; Tver', 13 novembre 1938 – Mosca, 16 maggio 2012) è stato un direttore di coro russo.

## Biografia
Nato nel 1938 nella famiglia di un ufficiale dell'esercito russo, all'età di 10 anni impara da solo a suonare il “bajan” (una sorta di fisarmonica). 
Fin da ragazzo si dedica alla direzione di coro e all'età di 19 anni si arruola, come il padre, nell'esercito russo.
Sotto le armi decide di dedicarsi interamente alla musica e dopo aver terminato il servizio militare studia alla scuola di musica del conservatorio di Mosca, successivamente si diploma in direzione corale all'istituto delle arti di Char'kov.
Giovanissimo crea il coro voci bianche “Vesna”, e fonda contemporaneamente la scuola corale “Vesna” che dirigerà per 39 anni.

## Attività
Lo scopo principale della scuola di musica Vesna verte allo sviluppo delle capacità musicali dei bambini. Per realizzare tale idea Ponomarëv ed i suoi colleghi, hanno sviluppato un sistema funzionale di metodi pedagogici e didattici, che comprendono oltre allo studio del canto corale anche lo studio di uno strumento musicale.
Fin dagli esordi il coro voci bianche “Vesna” si è esibito al pubblico in numerosi concerti.
Il repertorio del coro comprende composizioni come messe, oratori e cantate, cicli corali, e riduzioni per coro; Ponomarev ha diretto il coro a concerti filarmonici e festival in Russia, ed all'estero in Bulgaria, Cechia, Slovacchia, Germania, Austria, Ungheria, Belgio, Francia, Spagna, Italia, Svezia, Svizzera, Giappone.
Ponomarev alla guida del coro voci bianche “Vesna” ha vinto decine di concorsi europei ed internazionali. Il Gran Premio Europeo di Canto Corale vinto nel 2000 è motivo di speciale orgoglio per il direttore russo.
Con il coro Vesna è stato anche finalista nell'edizione del Gran Premio europeo di canto corale del 2007.
Ponomarev è stato inoltre spesso invitato a fare parte di giurie numerosi concorsi corali internazionali.
Molti bambini che hanno studiato in “Vesna” ed hanno iniziato la propria educazione musicale sotto la guida di Ponomarev sono diventati conosciuti musicisti professionisti, lavorano con cori amatoriali e professionali, insegnano in scuole di musica e nei conservatori, alcuni lavorano con “Vesna”, sviluppandone ed accrescendone la tradizione.